# Dendrobium anosmum
Dendrobium anosmum Lindl., 1845 è una pianta della famiglia delle Orchidacee.

## Descrizione
Orchidea epifita di taglia molto grande,con steli lunghi fino a 120 centimetri, con molti nodi, ogni nodo avvolto da una stretta guaina, dal quale parte un'unica foglia allungata e decidua. Fiorisce in primavera, con un racemo recante da otto a dieci fiori, molto profumati e grandi da 5 a 10 centimetri ..

## Distribuzione e habitat
È originaria di Malaysia, Laos, Vietnam, Hong Kong, Filippine, Indonesia e Papua Nuova Guinea, dove cresce nelle foreste a galleria, dal livello del mare fino a 1300 metri.

## Sinonimi
Dendrobium superbum Rchb.f., 1861

Callista anosma (Lindl.) Kuntze, 1891

Dendrobium superbum var. giganteum Rchb.f.

Epidendrum caninum Burm.f., 1768

Dendrobium macrophyllum Lindl., 1839

Dendrobium retusum Llanos, 1859

Dendrobium macranthum Miq., 1859

Dendrobium superbum var. huttonii Rchb.f., 1869

Dendrobium scortechinii Hook.f., 1890

Dendrobium superbum var. dearei Rolfe, 1891

Callista scortechinii (Hook.f.) Kuntze, 1891

Dendrobium leucorhodum Schltr., 1912

Dendrobium caninum (Burm.f.) Merr., 1921

Dendrobium anosmum var. dearei (Rolfe) Ames & Quisumb., 1935

Dendrobium anosmum var. huttonii (Rchb.f.) Ames & Quisumb., 1935

## Coltivazione
Questa pianta va coltivata su corteccia di sughero. Quando in tarda primavera appaiono i nuovi germogli è ora di bagnare e fertilizzare riccamente, per poi ridurre acqua e fertilizzanti nella fase di riposo, da ottobre..